# Sakari Oramo
Sakari Markus Oramo OBE, född 26 oktober 1965 i Helsingfors, är en finländsk violinist och dirigent. Under åren 2008-2021 var han chefsdirigent för Kungliga Filharmoniska Orkestern i Stockholm samt är sedan tidigare chefsdirigent för Radions symfoniorkester i Finland. Sedan 2013 har han varit chefsdirigent för BBC Symphony Orchestra och har bl.a. lett orkestern sex gånger i Last Night of the Proms. Han är gift med Anu Komsi.

## Biografi
Sakari Oramo började sin karriär som violinist, blev så småningom konsertmästare vid Finska Radions Symfoniorkester, och började samtidigt en dirigentutbildning vid Sibeliusakademin. Han har varit dirigent för Berlinfilharmonikerna, New York Philharmonic, Orchestre de Paris, med flera orkestrar, och särskilt ägnat sig åt finsk och engelsk musik. 1998 efterträdde han Sir Simon Rattle som musikchef för City of Birmingham Symphony Orchestra, och 2008 efterträdde han Alan Gilbert  som chefsdirigent och konstnärlig ledare för Kungliga Filharmoniska Orkestern i Stockholm. År 2010 tilldelades han Pro Finlandia-medaljen. Hans första spelning som chefsdirigent för BBC Symphony Orchestra (BBCSO) blev på First Night of the 2013 Proms season. Därefter har han varit dirigenten på Last Night of the Proms i Royal Albert Hall.

## Utmärkelser
- Hedersofficer av Brittiska imperieorden,  2009[4]
- Pro Finlandia-medaljen av Finlands Lejons orden,  6 december 2010[5]
- Kommendörstecknet av Finlands Lejons orden,  6 december 2024[6]

[Redigera Wikidata]